# Traganopsis glomerata
Traganopsis es un género monotípico de plantas fanerógamas perteneciente a la familia Amaranthaceae. Su única especie: Traganopsis glomerata Maire & Wilczek, es originaria de África, donde se encuentra en Marruecos y Sahara Occidental.

## Taxonomía
Traganopsis glomerata fue descrita por Maire & Wilczek y publicado en Bulletin de la Société d'Histoire Naturelle de l'Afrique du Nord 27: 67, en el año 1936.